# سدلتس
سدلتس (به بلغاری: Sedelets) یک منطقهٔ مسکونی در بلغارستان است که در استان بلاگووگراد واقع شده‌است.